# Acido β-amminobutirrico
L'acido β-amminobutirrico (BABA), noto anche come acido 3-amminobutanoico, è un β-amminoacido isomero dell'acido amminobutirrico.
Come gli altri due isomeri dell'acido amminobutirrico (l'acido α-amminobutirrico e l'acido γ-amminobutirrico) è un neurotrasmettitore ubiquitario negli eucarioti, dove può svolgere un ruolo nella segnalazione. Tutti e tre sono amminoacidi non proteinogenici, ossia assenti nelle proteine.
BABA è noto per la sua capacità di indurre resistenza alle malattie delle piante, nonché per indurre una maggiore resistenza agli stress abiotici.

## Storia
BABA è stato scoperto per la prima volta nel 1960, quando è stato osservato che diminuiva l'infezione derivata da Phytophthora infestans nelle piante di pomodoro. Solo dal 1990 ha dimostrato di essere efficace contro diversi patogeni in condizioni controllate. È stato dimostrato che le piante perenni e annuali aumentano la loro concentrazione intracellulare di BABA quando vengono infettate da virus, batteri, nematodi, funghi e oomiceti.

## Meccanismo di resistenza
Gli effetti dell'acido β-amminobutirrico sulle malattie delle piante sono stati ampiamente studiati utilizzando l'organismo modello Arabidopsis thaliana. La molecola non sembra avere un effetto diretto sui patogeni, bensì attiva il sistema immunitario dell'organismo in modo che possa difendersi più efficacemente. BABA induce risposte sia fisiche che biochimiche: il meccanismo preciso dipende dalla specie vegetale e dal patogeno. Non è noto come BABA interagisca con i tessuti, ma le piante trattate con questa molecola rispondono più rapidamente e con più forza all'agente patogeno.
Per alcuni patogeni, intorno al punto di infezione si osserva un aumento della deposizione di callosio e lignina, che agiscono come una barriera fisica prevenendo la malattia. Le proteine correlate alla patogenesi (proteine PR), che svolgono funzioni che aiutano a prevenire l'accumulo di malattie in alcune piante, si accumulano quando queste vengono trattate con BABA, indipendentemente dal fatto che siano state infettate o meno. Quando invece queste piante vengono infettate, il livello delle proteine PR tende ad aumentare ulteriormente. Le proteine PR non sono l'unico meccanismo per prevenire l'infezione. Le fitoalessine tendono ad accumularsi nelle piante trattate con BABA quando sono infettate da agenti patogeni.
Gli spray fogliari di BABA possono causare la formazione di piccole macchie necrotiche sulle foglie 1 o 2 giorni dopo l'applicazione. È stato suggerito che ciò sia dovuto al fatto che BABA induce la risposta ipersensibile che le piante normalmente usano per uccidere le cellule infette per limitare la diffusione dell'infezione. BABA applicato come spray fogliare provoca l'accumulo dell'acido salicilico, che è un ormone chiave nel controllo della resistenza ai fitopatogeni.